# Ugo Dettore
Ugo Dèttore (Bologna, 1º dicembre 1905 – Santa Margherita Ligure, 21 gennaio 1992) è stato un romanziere, traduttore e parapsicologo italiano.

## Biografia
Nato a Bologna nel 1905, Ugo Dettore esordì come romanziere agli inizi degli anni trenta. Collaboratore della Casa editrice Bompiani sin dal 1931 e per circa un decennio, lavorò al progetto per un'opera enciclopedica sulle opere della letteratura mondiale che vide la luce con il titolo Dizionario letterario Bompiani delle opere e dei personaggi di tutti i tempi e di tutte le letterature a partire dal 1947, con numerosi riedizioni, anche in formato digitale.
Negli anni cinquanta iniziò la collaborazione con la Garzanti ove lavorò per una enciclopedia per studenti ed universitari (I cinque libri del sapere, 1953) 
ed un'altra rivolta ai ragazzi (Il mio amico, 1955-56)
Il suo libro più noto e ristampato è Quartiere Vittoria del 1936, storia dell'edificazione e dello sviluppo di un nuovo rione periferico a Firenze, nel periodo successivo alla vittoria italiana nella prima guerra mondiale.
Svolse un'intensa attività di traduttore della letteratura francese, inglese, tedesca e latina.
Ampia e fortunata, la sua produzione in tema di Ricerca Psichica (o Parapsicologia), che cercò di interpretare concettualmente (v.  "Modello N"  -Ediz. Mediterranee, 1989), sì da meritare l'appellativo di Filosofo della Parapsicologia: diresse, sull'argomento, l'opera  L'uomo e l'ignoto. Enciclopedia di parapsicologia e dell'insolito, pubblicata, in cinque volumi, negli anni 1978/1981 da Armenia Edizioni.
Ugo Dèttore morì a ottantasette anni, nel 1992, a Santa Margherita Ligure.

## Opere pubblicate

### Narrativa
- L'aureola grigia, sul frontespizio "Premio Antonio Negri 1931"[7], Milano, Bompiani, 1931.
- Quartiere Vittoria, Milano, Bompiani, 1936  -rist.: Venezia, Marsilio, 1982.
- Nel nostro cuore: quattro racconti, Milano, Bompiani, 1940.
- La grande diga, Milano, Ceschina, 1959.

### Opere sulla parapsicologia
- L'altro regno: enciclopedia di metapsichica, di parapsicologia e di spiritismo, Milano, Bompiani, 1973.
- Storia della parapsicologia: i fenomeni paranormali dalle origini ai giorni nostri, Milano, Armenia, 1976.
- Le due facce della realtà, Milano, Armenia, 1977.
- Normalità e paranormalità, Milano, Armenia, 1977.
- La parapsicologia: per chi non la conosce, Milano, SIAD, 1980.
- Dizionario enciclopedico di parapsicologia e spiritismo, Milano, Fabbri editori, 1984.

### Storia
- Storia d'Italia, Milano, Garzanti, 1954, in quattro volumi:

1: Dalle origini al 476;
2: Dal 476 al 1500;
3: Dal 1500 al 1870;
4: Dal 1870 al 1918.
- Storia delle esplorazioni, terzo volume de La Terra, Novara, Istituto geografico De Agostini, 1966.

## Traduzioni

### Autori di lingua francese
- Stendhal, Il rosso e il nero, Milano, Bianchi-Govini, 1945.
- Jean Racine, Fedra, Milano, Rizzoli, 1952.
- Gilles de Bellemère, (attribuito a), Le quindici gioie del matrimonio, Milano, Biblioteca universale Rizzoli, 1953.
- Anatole France, Il manichino di vimini, Milano, Rizzoli, 1953.
- Anatole France, L'olmo del viale, Milano, Rizzoli, 1953.
- Anatole France, L'anello d'ametista, Milano Rizzoli, 1953.
- Anatole France, Bergeret a Parigi, Milano Rizzoli, 1953.
- Honoré de Balzac, La cugina Betta, Milano, Rizzoli, 1953; con introduzione e note di Maurice Allem, Milano, Biblioteca universale Rizzoli, 1978.
- Joris Karl Huysmans, A ritroso, Milano, Rizzoli, 1953.
- Honoré de Balzac, Il cugino Pons, Milano, Rizzoli, 1954; con introduzione di Pier Vincenzo Mengaldo, Milano, Biblioteca universale Rizzoli, 2003, ISBN 88-17-10637-2.
- Pierre Corneille, Il Cid, Milano, Rizzoli, 1956.
- Alfred de Vigny, Il marchese di Cinq-Mars, ovvero Una congiura sotto Luigi XIII, Milano, Rizzoli, 1956.
- Honoré de Balzac, La pelle di zigrino, Milano, A. Mondadori, 1958.
- Molière, Il malato immaginario, Milano, Biblioteca universale Rizzoli, 1962.
- Théophile Gautier, Madamigella di Maupin, Milano, Mursia, 1966.
- Léon Homo, Augusto, Novara, Istituto geografico De Agostini, 1968.

### Autori di lingua inglese
- Jonathan Swift, Viaggi di Gulliver, Milano, Ed. Bianchi-Giovini, 1945.
- William Shakespeare, Re Lear, Milano, Biblioteca universale Rizzoli, 1951.
- William Shakespeare, Macbeth, Milano, Biblioteca universale Rizzoli, 1951.
- Walter Scott, Ivanhoe, Milano, Biblioteca universale Rizzoli, 1952.
- Jack London, Il richiamo della foresta, Milano, Rizzoli, 1953.
- David Herbert Lawrence, Figli e amanti, Milano, Rizzoli, 1954.
- William Shakespeare, La bisbetica domata, Milano, Biblioteca universale Rizzoli, 1957.
- William Shakespeare, Le allegre comari di Windsor, Milano, Biblioteca universale Rizzoli, 1959.
- Jack London, I racconti dei mari del Sud ; Il richiamo della foresta, (con Beatrice Boffito Serra), Palermo, Palumbo, 1969.
- Daniel Defoe, Fortune e sfortune della famosa Moll Flanders, Milano, Club degli editori, 1969.
- Charles Dickens, Il circolo Pickwick, Milano, Garzanti, 1973.
- Charlotte Brontë, Jane Eyre, Milano, Garzanti, 1974.
- Charles Dickens, David Copperfield, Milano, Garzanti, 1977.
- Charles Dickens, Le avventure di Oliver Twist, Milano, Biblioteca universale Rizzoli, 1981.
- Oscar Wilde, Il ritratto di Dorian Gray, Milano, Biblioteca universale Rizzoli, 1986.
- Robert Bloch, Il meglio dei racconti dell'orrore, Milano, A. Mondadori, 1990.

### Autori di lingua tedesca
- Hans Von Grimmelshausen, L'avventuroso Simplicissimus, (con Bianca Ugo), Milano, Arti grafiche Valsecchi, 1945.

### Autori di lingua latina
- Petronius Arbiter, Satyricon, Milano, Bianchi-Giovini, 1943-1945; Milano, BUR-Rizzoli, 1953-1994; Milano, Opportunity Book, 1996.

### Traduzioni di opere sulla parapsicologia
- George Zorab, D. D. Home, il medium, Milano, Armenia, 19764
- Frederic Myers -  Edmund Gurney - Frank Podmore -  I fantasmi dei viventi [tr. dell'opera "Phantasms of the Lliving"). Milano, Armenia (Collana: "I Classici dello Spiritismo e della Parapsicologia"), 1979.
- Robert Dale Owen, Passi sui confini di un altro mondo, Milano, Armenia, 1979.
- Christopher Bird, La mano che indovina: l'arte di cercare acqua, minerali e altre risorse naturali o qualunque altra cosa smarrita, mancante o di cui si abbia bisogno, Milano, Armenia, 1980.
- Kriyananda (J. Donald Walters), L'essenza dell'autorealizzazione: la saggezza di Paramhansa Yogananda esposta da un suo discepolo, Roma, Edizioni Mediterranee, 1991.